# Monolluma quadrangula
Monolluma quadrangula är en oleanderväxtart som först beskrevs av Peter Forsskål, och fick sitt nu gällande namn av D.C.H. Plowes. Monolluma quadrangula ingår i släktet Monolluma och familjen oleanderväxter. Inga underarter finns listade i Catalogue of Life.